# Discography (Colonna Infame Skinhead)
Questo album contiene la raccolta di tutti i brani composti dai Colonna Infame Skinhead, un gruppo Oi! italiano.

## Tracce
1. Roma - 1.36
2. Giustizia - 2.28
3. Non Morirà - 2.15
4. La Nostra Guerra - 2.23
5. Nessuna Pietà - 2.04
6. Ferro e Fuoco - 2.53
7. Eroe Del '68 - 1.43
8. Diritti e Tutele - 1.39
9. Tu Non Sei Dalla Mia Parte - 2.20
10. Ancora In Piedi - 1.59
11. Non Cambieremo Mai - 2.57
12. Punk è Moda - 2.26
13. Ragazzo di Strada - 2.36
14. Grandi Magazzini - 2.03
15. Non Cambieremo Mai - 3.11
16. Ferro e Fuoco - 3.02
17. Tu Non Sei Dalla Mia Parte - 2.33
18. Borghesi - 2.11
19. Lunga Vita Ai Ribelli Oi! - 2.34